# Keith Green
Keith Gordon Green (Sheepshead Bay (New York), 21 oktober 1953 – Lindale (Texas), 28 juli 1982) was een Amerikaanse zanger, songwriter en muzikant. Hij vertolkte met name christelijke muziek en wijdde zich sterk aan het evangelisch christendom.
Greens nummers kwamen vaak tot stand met medewerking van zijn vrouw Melody Green. Enkele hiervan zijn Your Love Broke Through, You Put This Love In My Heart en Asleep in the Light. Daarnaast schreef hij moderne evangelische liederen als O Lord, You're Beautiful en There Is A Redeemer. Een van zijn hoogtepunten is The Prodigal Son Suite, een 12 minuten durend lied over Jezus' gelijkenis van de verloren zoon. Hij schreef het nummer met het oog op een volledige rockopera.
Green kwam op 28-jarige leeftijd om het leven toen het kleine vliegtuig waarin hij zich bevond (een Cessna 414), neerstortte. Twee van zijn kinderen overleden ook bij het ongeluk. Echtgenote Melody en hun derde kind zaten niet in het vliegtuig. Acht maanden na Greens dood beviel zijn vrouw van een dochter.

## Christelijke opnames
- 1977 - For Him Who Has Ears to Hear
- 1978 - No Compromise
- 1980 - So You Wanna Go Back to Egypt
- 1981 - The Keith Green Collection
- 1982 - Songs For The Shepherd

## Postume releases
- 1983 - The Prodigal Son
- 1983 - I Only Want To See You There
- 1984 - Jesus Commands Us To Go
- 1987 - The Ministry Years, Volume One (1977-1979)
- 1988 - The Ministry Years, Volume Two (1980-1982) (LP Album Release)
- 1999 - The Ministry Years, Volume Two (1980-1982) (CD Release)
- 2002 - The Ultimate Collection (DVD/CD Release)

In 1989 bracht zijn vrouw Melody in samenwerking met David Hazard een biografie over Green uit. In 1992 verscheen een Nederlandstalige uitgave van het boek met als titel 'Keith Green: No compromise'. Hierin wordt Green getypeerd als een radicaal christen die zich keerde tegen een verwaterd geloof en stoffige kerkelijke instellingen.
In 2001 werd Green postuum opgenomen in de Gospel Music Hall of Fame.